# Янгудакис, Яннакис
Яннакис Янгудакис (греч. Γιαννάκης Γιαγκουδάκης; 17 января 1959, Лимасол, Кипр) — кипрский футболист и футбольный тренер. Бывший защитник сборной Кипра.

## Биография

### Клубная карьера
Всю профессиональную карьеру провёл в клубе из своего родного города «Аполлон» Лимасол, за который выступал с 1980 по 1995 год. В составе клуба дважды становился чемпионом Кипра и дважды выигрывал Кубок страны. Вместе с командой принимал участие в основных европейских клубных турнирах, но особых успехов там не добился.
В сезоне 2004/05 Янгудакис стал главным тренером «Аполлона», но проработал в этой должности не долго.

### Карьера в сборной
Дебютировал за сборную Кипра 19 ноября 1980 года в матче отборочного турнира чемпионата мира 1982 против сборной Ирландии (0:6). Свой первый и единственный гол за сборную Кипра забил 27 октября 1982 года в товарищеской встрече со сборной Греции (1:1). С 1986 года стал капитаном сборной. Последний матч в составе национальной команды сыграл 13 октября 1993 года против сборной Уэльса, а всего провёл за сборную 66 матчей и забил 1 гол.

## Достижения
«Аполлон» Лимасол
- Чемпион Кипра: 1990/91, 1993/94
- Обладатель Кубка Кипра: 1985/86, 1991/92